# Пристава об Крки
Пристава об Крки (словен. Pristava ob Krki) је насељено место у општини Кршко, Посавска регија, Словенија.

## Историја
До територијалне реорганизације у Словенији била је у саставу старе општине Кршко.

## Становништво
У попису становништва из 2011. године, Пристава об Крки је имала 38 становника.
| Број становника према пописима | Број становника према пописима | Број становника према пописима |
| ------------------------------ | ------------------------------ | ------------------------------ |
| 1991                           | 2002                           | 2011                           |
| 47                             | 37                             | 38                             |

Напомена: До 1953. исказивано под именом Пристава. Године 1953. увећано за насеље Знановце које је укинуто.